# Refugio München

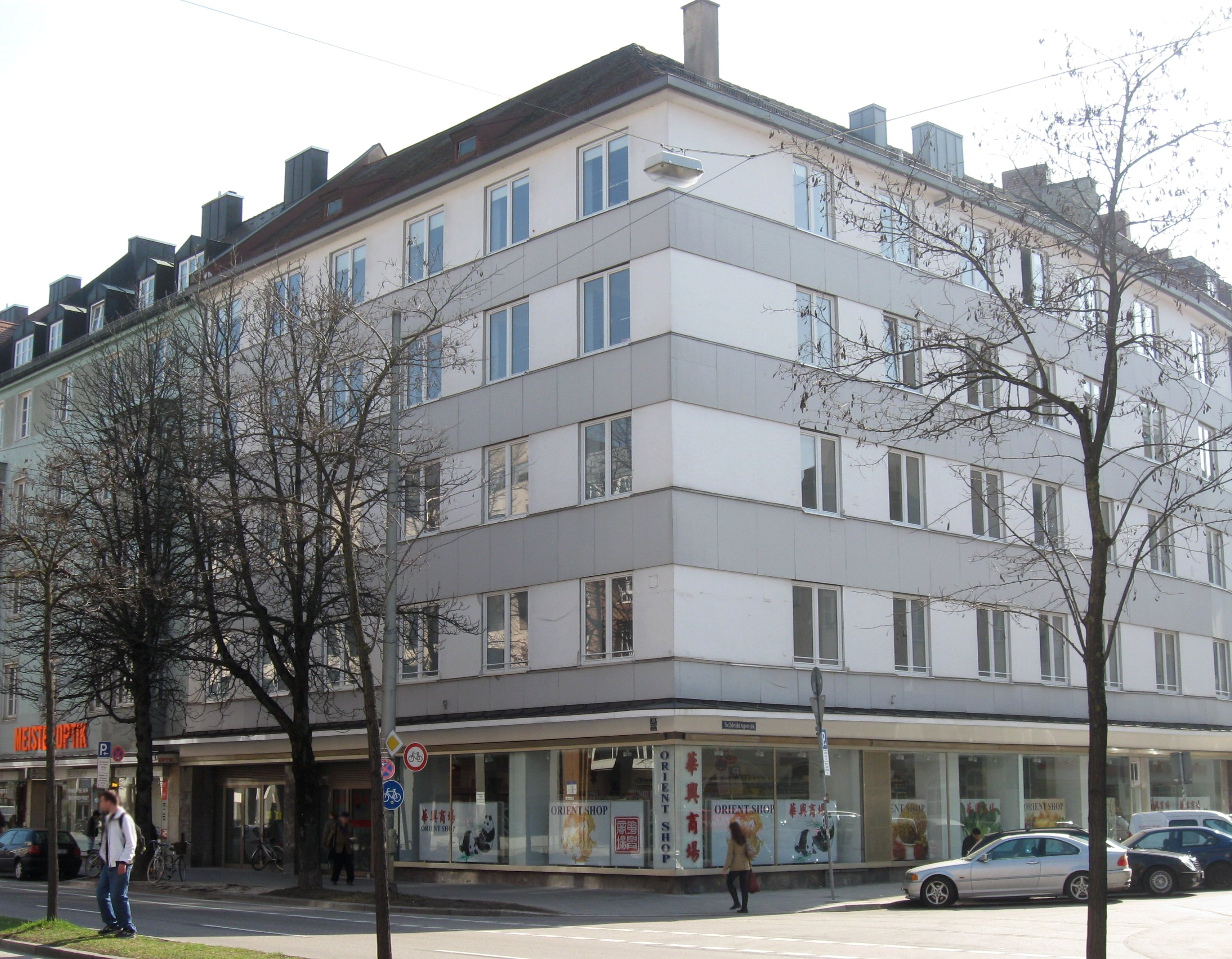
Rosenheimer Straße 38, Zentrale von Refugio München

Refugio München ist ein Beratungs- und Behandlungszentrum für Menschen mit Fluchterfahrung. Die vielseitigen psychosozialen, therapeutischen und pädagogischen Angebote richten sich an den spezifischen Bedürfnissen von Menschen mit Fluchterfahrung aus. Bei Bedarf wird mit Dolmetschern gearbeitet. Träger ist IfF-Refugio-München e. V., Unterstützt wird das psychosoziale Zentrum vom Förderverein Refugio München e. V.
Refugio München betreut Geflüchtete vor allem in München, aber auch in weiteren bayerischen Städten, wie Augsburg und Landshut.
Die wesentlichen Tätigkeitsfelder sind Psychotherapie, Sozialberatung, ärztliche Diagnostik, Begutachtung sowie pädagogische und kunstpädagogische Angebote. Hinzu kommen Unterstützung von Migranten bei der Integration und Fortbildung von Fachkräften. Die Refugio Kunstwerkstatt für geflüchtete Kinder und Jugendliche arbeitet kunstpädagogisch in Münchner Geflüchtetenunterkünften und eigenen Räumen.

## Geschichte
Ab 1990 engagierten sich Mitarbeiterinnen der Initiative für Flüchtlinge e. V. für die Gründung eines psychosozialen Zentrums für Flüchtlinge in München. Nachdem er zuvor bereits zwei Anträge dazu abgelehnt hatte, beschloss der Münchner Stadtrat 1993 die Gründung eines psychosozialen Zentrums für Flüchtlinge in München, das Sozialreferat beauftragte im gleichen Jahr die Initiative für Flüchtlinge e. V. mit Gründung und Trägerschaft. Im Mai 1994 Eröffnung des Beratungs- und Behandlungszentrums in der Rauchstraße mit sechs Mitarbeitern. Im Jahr 1998 benannte sich der Trägerverein in den heutigen Namen um. Im Jahr 2001 erfolgte der Umzug an den Mariahilfplatz in der Au, 2012 ein weiterer in die Rosenheimer Straße 38 (Haidhausen). Beide Umzüge waren mit einer Erweiterung der Aktivitäten verbunden. Das Zentrum beschäftigt über 80 feste Mitarbeiter und ungefähr 125 Honorarkräfte.

## Aktivitäten
Klienten sind Geflüchtete, die gefoltert wurden, traumatisiert sind oder sich in einer psychischen Krise befinden.
Angebote sind unter anderem:
- soziale Beratung,
- Krisenintervention,
- medizinische und psychologische Diagnostik
- Psychotherapie, insbesondere bei posttraumatischer Belastungsstörung
- Begutachtung und Unterstützung in Asylverfahren

Das Zentrum hat einen Pool von Dolmetschern, die für die Mitwirkung bei Beratungsgesprächen und Psychotherapie besonders ausgebildet sind; sie wirken nicht nur als Übersetzer, sondern bringen auch ihre interkulturelle Kompetenz ein. Es gibt sie für mehr als 30 Sprachen.
Weitere Angebote gibt es für geflüchtete Kinder und Jugendliche durch die Refugio Kunstwerkstatt.
Das Zentrum unterstützt jährlich mehr als 3000 Personen aus über 40 Nationen, darunter etwa 1250 Minderjährige.

### Refugio Kunstwerkstatt
Die Refugio Kunstwerkstatt arbeitet seit 1993 kunstpädagogisch mit Kindern und Jugendlichen mit Fluchterfahrung. Zurzeit betreut die Refugio Kunstwerkstatt etwa 1000 Kinder und Jugendliche in Unterkünften und eigenen Räumen. Es gibt Gruppen für bildnerisches Gestalten, Musik und Fotografie. Ziel der Refugio Kunstwerkstatt ist es, Phantasie und Kreativität der Kinder zu fördern und sie dadurch psychisch zu stabilisieren. Beim Malen von Bildern können sie ihre traumatischen Erlebnisse mitteilen und verarbeiten.

### Weitere Projekte
- Muttersprachliche Elternseminare: Das Zentrum bietet muttersprachliche Elternseminare in über 30 Sprachen. Sie werden von pädagogisch ausgebildeten Trainern für Mütter und Väter mit Migrationshintergrund entweder einzeln oder in Gruppen, gelegentlich auch vor Ort in den Familien angeboten. Ziel ist es, die Eltern bei Erziehung der Kinder in der schwierigen Fluchtsituation und in fremder Umgebung zu helfen.[9][10]
- Ehrenamtlichenprojekt Welcome: Das Zentrum organisiert ehrenamtliche Begleitung von Geflüchteten. Dabei treffen sich Ehrenamtliche regelmäßig mit Klienten von Refugio München während eines halben Jahres in Alltagssituationen, verbringen die Freizeit zusammen, unterstützen sie bei Behördengängen, helfen den Kindern bei Schularbeiten o. ä. Ziel ist es, Geflüchtete mit der für sie fremden Kultur vertraut zu machen und sie so aus ihrer Isolation herauszuführen[11]
- Migrationsberatung für Erwachsene bei Fragen zur Integration, z. B. bezüglich Erwerbstätigkeit, Teilnahme an Sprach- und Integrationskursen und Wohnungssuche.
- SoulCaRe – Früherkennung besonders schutzbedürftiger Asylsuchender: In der Erstaufnahme für Asylsuchende in München-Freimann ist ein eigenes Team bestehend aus Psychotherapeuten, Peer-Beratern und Sozialpädagogen vor Ort. Ihre Aufgabe ist es, psychisch erkrankte und/oder traumatisierte Geflüchtete, Opfer von Menschenhandel sowie LGBTIQ-Personen während ihres Aufenthalts in der Kurzaufnahme zu identifizieren und mit psychosozialer Beratung sowie im Bedarfsfall Diagnostik zu versorgen.
- Mental Health Center Ukraine Seit Mai 2022 gibt es ein eigenes Team zur psychosozialen Ersten Hilfe für Kinder, Jugendliche und Erwachsene, die aufgrund des Krieges in der Ukraine geflohen sind. Zu den Angeboten zählen psychologische Angebote, wie Krisengespräche, Stabilisierungs- und Psychoedukationsgruppen, psychosoziale und psychoedukative Erstversorgung und kunstpädagogische Angebote für Kinder und Jugendliche. Damit sollen akute psychische Symptomatiken aufgefangen sowie psychische Erkrankungen und insbesondere deren Chronifizierung verhindert werden.

### Fortbildungen
Mitarbeiter veranstalten Fortbildungen für professionelle Helfer im Flüchtlingsbereich in Form von Vorträgen und Fachtagungen. Themen sind: Interkulturelle Kompetenz, Traumatisierung von Flüchtlingen, Psychotherapie von Flüchtlingen, Posttraumatische Belastungsstörung, Begutachtung von Flüchtlingen im Asylverfahren.

### Sonstiges
Das Zentrum ist Mitglied bei der Bundesweiten Arbeitsgemeinschaft der psychosozialen Zentren für Flüchtlinge und Folteropfer. Das Zentrum ist anerkannter Träger der freien Jugendhilfe gemäß § 75 Kinder- und Jugendhilfegesetz.
Dreimal im Jahr erscheint der Refugio München-Report mit Berichten und Informationen zur Vereinsarbeit und sonstigen Flüchtlingsthemen.

## Finanzierung
Die Finanzierung erfolgt vor allem aus öffentlichen Mitteln und Spenden. Der größte Anteil kommt von der Stadt München. Aber auch Wohlfahrtsverbände und Stiftungen tragen zum Haushalt bei. Das Budget betrug 2022 rund fünf Millionen Euro.

## Auszeichnungen
Das Zentrum erhielt zahlreiche Auszeichnungen, z. B. im Jahr 2013 den Preis der Karl-Kübel-Stiftung, 2013 (ebenso 2011, 2009, 2003, 2001, 1999 und 1998) den Preis der Dr.-Viktor-Freiherr-von-Fuchs-Stiftung, 2011 den Luise-Kiesselbach-Preis des Paritätischen Wohlfahrtsverbands Bayern, 2008 den Anita-Augspurg-Preis, 2004 den Deutschen Jugendhilfepreis. Anni Kammerlander, eine der Gründerinnen und langjährige Geschäftsführerin von Refugio München, wurde im Jahr 2012 mit der Bayerischen Verfassungsmedaille ausgezeichnet.